# Ruth Asmus
Ruth Asmus (* 30. März 1934 in Halle/Saale; † 25. April 2000 in Leipzig) war eine deutsche Opern-, Oratorien- und Liedsängerin (Mezzosopran/Alt). Sie war über dreißig Jahre Ensemblemitglied der Oper Leipzig.

## Leben und Wirken
Ruth Asmus studierte zunächst Schauspiel in Halle, war aber bereits ab 1952 als Chorsängerin in Erfurt und Weimar tätig und wurde an der Musikhochschule Weimar als Solistin ausgebildet. Ihr Bühnendebüt hatte sie 1957 am Theater Magdeburg als Mercédès in Carmen.
1962 ging sie als Altistin und Mezzosopranistin an das Opernhaus Leipzig, das ihre künstlerische Heimat wurde und wo ihr 1973 der Titel Kammersängerin verliehen wurde. Ihr umfangreiches Repertoire umfasste unter anderem die Dorabella in Così fan tutte, die Carmen, die Bess in Porgy and Bess, den Cherubino in Figaros Hochzeit, die Preziosilla in Verdis Macht des Schicksals, die Jeanne d’Arc in Tschaikowskys Jungfrau von Orleans und viele andere Partien. In Uraufführungen wirkte sie 1971 in Der zerbrochene Krug von Fritz Geißler und 1991 in Matka von Annette Schlünz mit.
Ruth Asmus sang an der Staatsoper Berlin, der sie seit 1965 auch als Mitglied angehörte, unter anderem die Renata in Der feurige Engel von Sergej Prokofjew. Sie gastierte an der Staatsoper Dresden und an der Komischen Oper Berlin sowie mit den Leipziger und Berliner Ensembles in Jugoslawien, Polen  und Kuba. Bei den Händelfestspielen in Halle sang sie die Rolle des Achilles in Deidamia von Georg Friedrich Händel. Sie trat auch als Lied- und Oratoriensängerin auf.
Nachdem sie 1994 das Leipziger Ensemble verlassen hatte, gab sie dort noch Gastrollen, so 1995 als Filipjewna in Eugen Onegin. 

## Ehrungen (unvollständig)
- 1960: Erich-Weinert-Medaille[1]
- 1999: Ernennung zum Ehrenmitglied der Leipziger Oper